# 祁答院町藺牟田
祁答院町藺牟田（けどういんちょういむた）は、鹿児島県薩摩川内市の大字。旧薩摩国伊佐郡藺牟田郷藺牟田村、南伊佐郡藺牟田村大字藺牟田、薩摩郡祁答院町大字藺牟田。郵便番号は895-1502。人口は958人、世帯数は394世帯（2020年10月1日現在）。

## 地理
薩摩川内市の東端部に位置する。字域の北方には薩摩川内市祁答院町下手、北方から東方にかけては薩摩川内市祁答院町上手、東方には姶良市蒲生町西浦、南方には姶良市蒲生町白男、南方から西方にかけては薩摩川内市入来町浦之名、西方には薩摩川内市入来町副田、薩摩郡さつま町久富木がそれぞれ接している。
字域内には2005年11月8日に特に水鳥の生息地として国際的に重要な湿地に関する条約（ラムサール条約）に登録された藺牟田池があり、周辺に泥炭形成植物群落が形成されている。
南部を東西に鹿児島県道42号川内加治木線（空港道路）、中央部を鹿児島県道405号久冨木藺牟田線が南北に通っており、東部を鹿児島県道51号宮之城加治木線が南北に通っている。県道51号より東方に鹿児島県道396号薩摩祁答院線が分岐している。また、南部には藺牟田温泉が所在している。

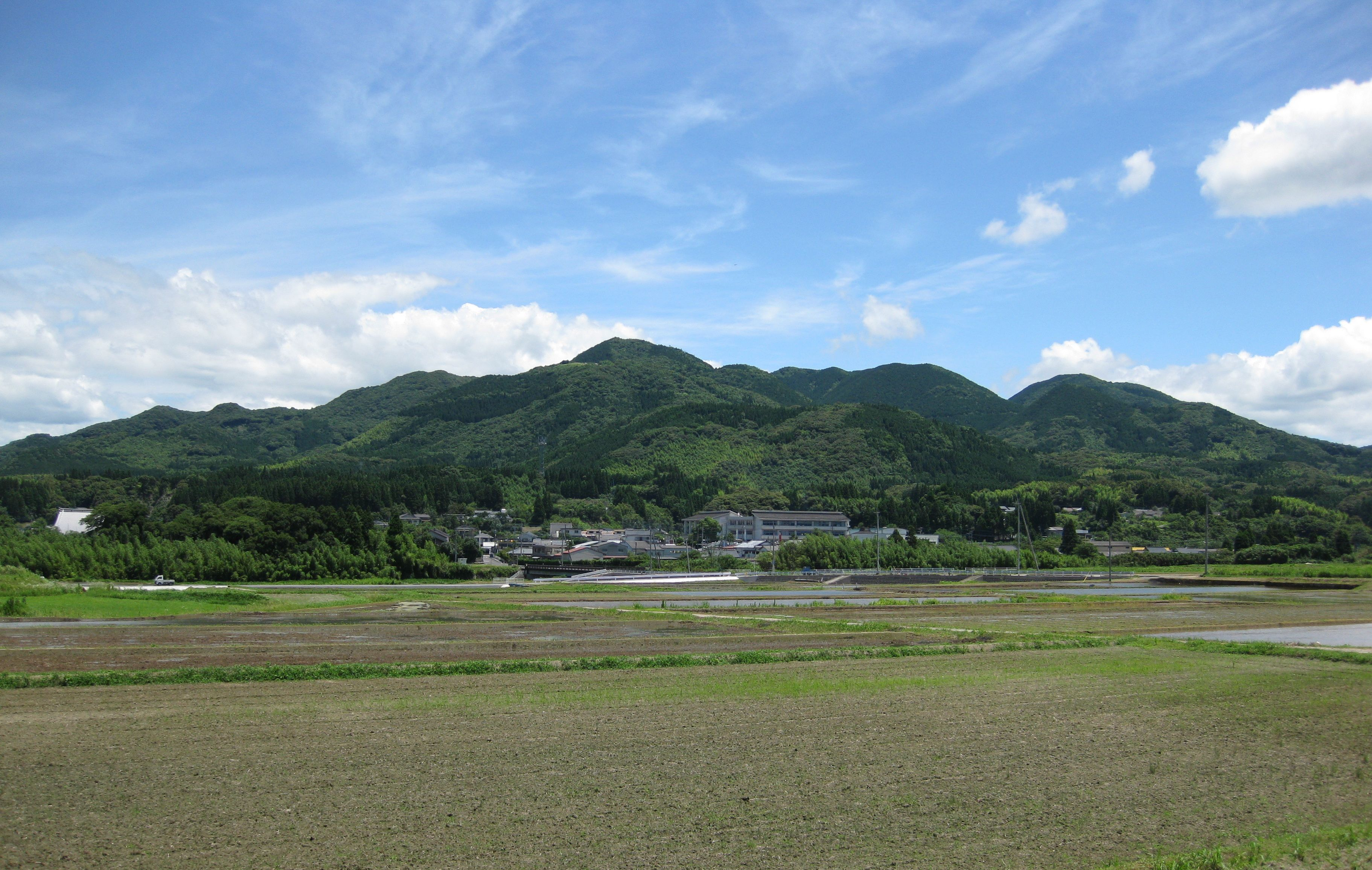
藺牟田池を囲む藺牟田火山
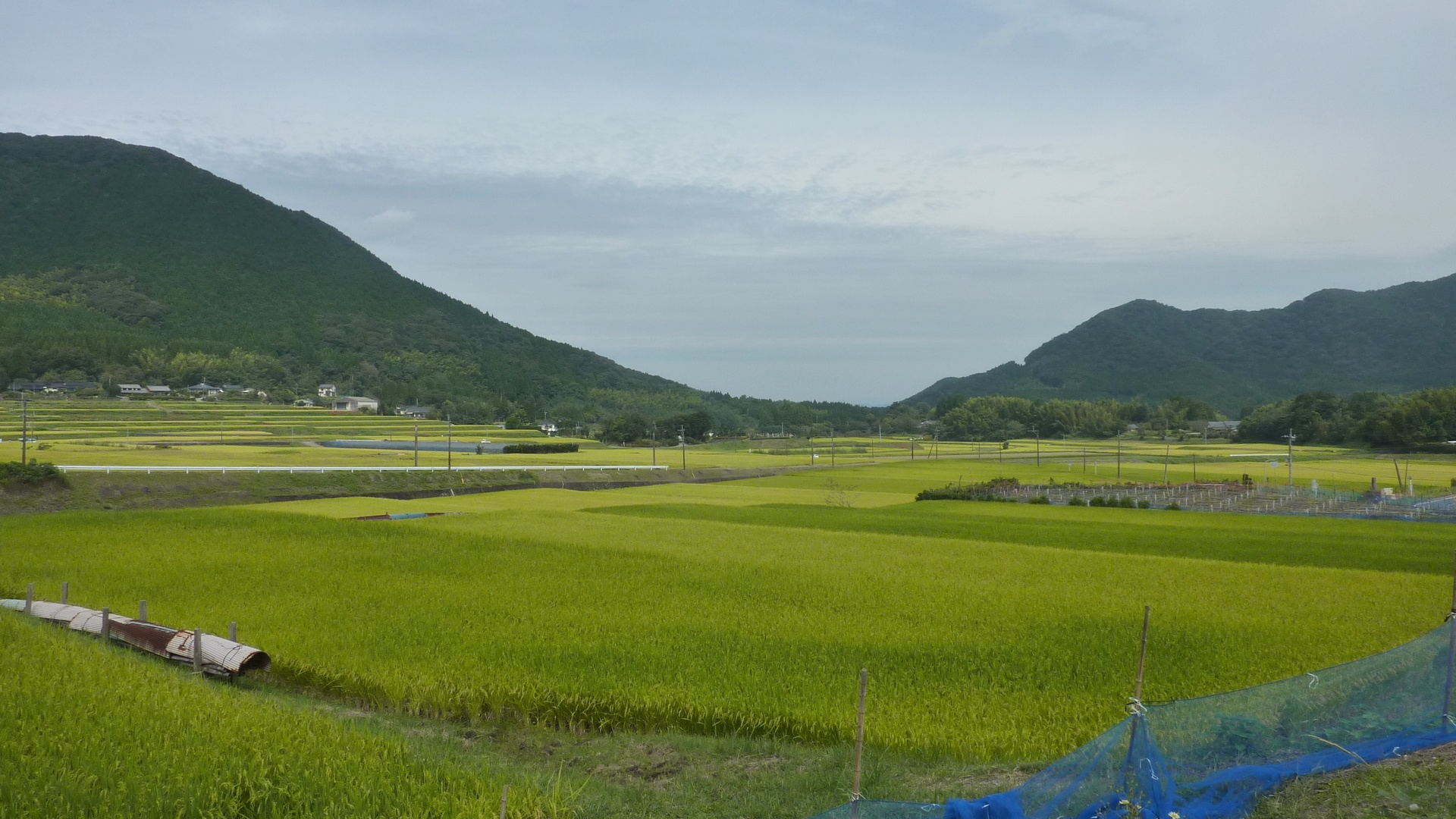
水田
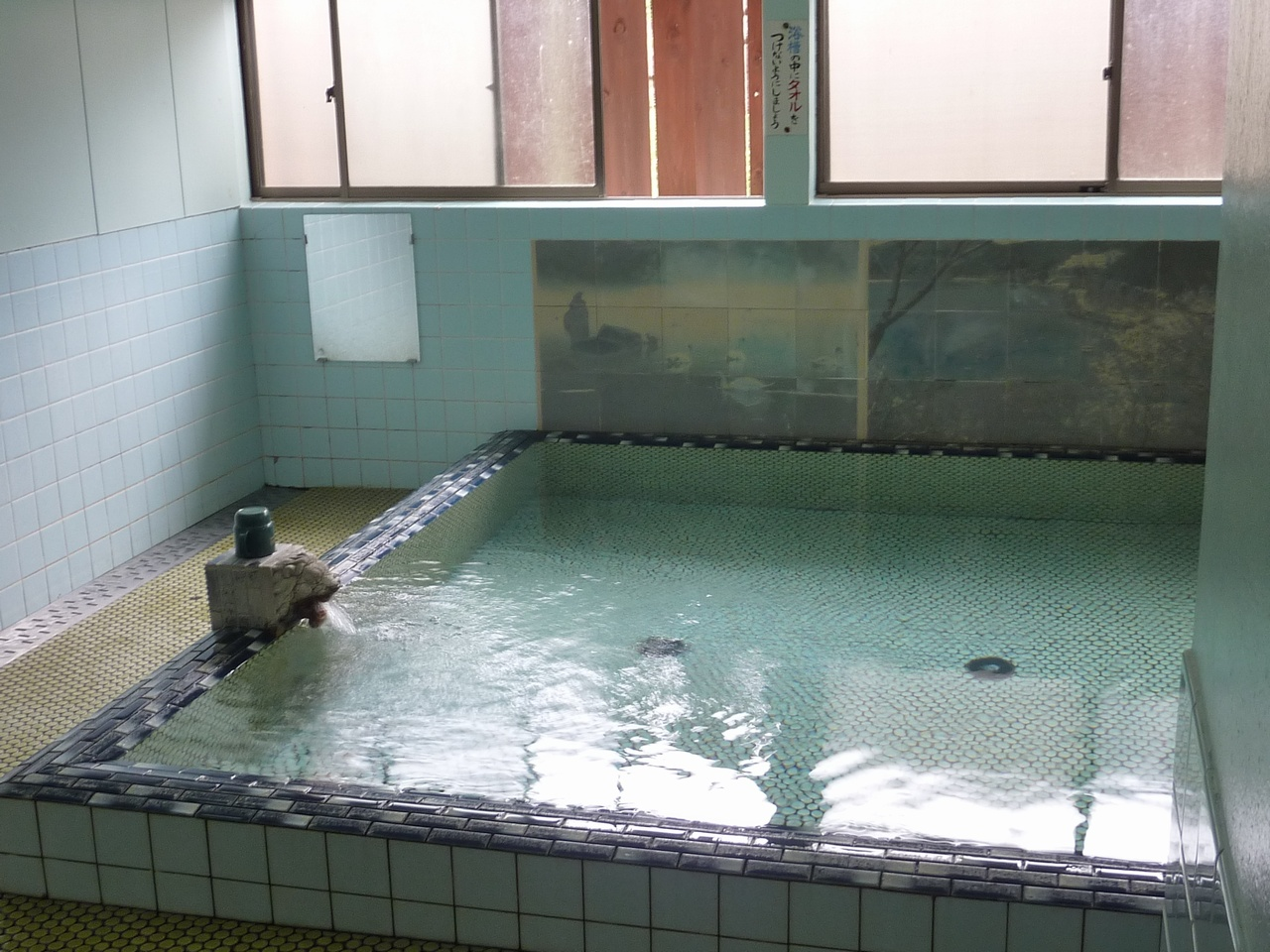
藺牟田温泉

### 地名の由来
「藺牟田」という地名は藺牟田池の沼地部分に藺草が多く生えていたことに由来している。

## 歴史

### 藺牟田の成立と中世
藺牟田という地名は室町期より見え、薩摩国祁答院のうちであった。室町期の応永7年（1400年）頃はに渋谷祁答院氏7代重茂の次男重基が藺牟田郷の領主となり、藺牟田氏を称したとされている。
室町期に島津氏と渋谷氏は激しく抗争しており、島津忠昌によって遣わされた帖佐領主の島津忠廉が攻め、藺牟田城が落城しその後藺牟田氏が断絶した。その後は公領となった。

### 近世
江戸期には薩摩国伊佐郡のうちであり、樺山氏（薩摩藩家臣を参照）の私領として統治され、領主仮屋を藺牟田小学校の位置に置いた。また、薩摩藩の外城制度においては単独で藺牟田郷を構成した。村高は「天保郷帳」では1,118石余、「旧高旧領」では1,696石余であった。

### 町村制施行以降
1889年（明治22年）には町村制施行に伴い江戸期の村である藺牟田村の区域の全域より単独で自治体となり、藺牟田村が発足し、藺牟田村の全域が藺牟田村唯一の大字「藺牟田」となった。
当初は南伊佐郡に属していたが、1897年（明治30年）4月1日に南伊佐郡が薩摩郡に編入したため、薩摩郡のうちとなった。1955年（昭和30年）に藺牟田村が大村、黒木村と合併し祁答院町の大字「藺牟田」となった。
2004年（平成16年）に祁答院町が川内市、東郷町、入来町、樋脇町、里村、上甑村、下甑村、鹿島村と新設合併し薩摩川内市となり、従来の大字名に旧自治体名を冠したものを大字名とすることとなり、薩摩川内市の大字「祁答院町藺牟田」となった。

## 人口
以下の表は国勢調査による小地域集計が開始された1995年以降の人口の推移である。
| 年                 | 人口  |
| ------------------ | ----- |
| 1995年（平成7年）  | 1,383 |
| 2000年（平成12年） | 1,284 |
| 2005年（平成17年） | 1,266 |
| 2010年（平成22年） | 1,200 |
| 2015年（平成27年） | 1,127 |
| 2020年（令和2年）  | 958   |

## 施設

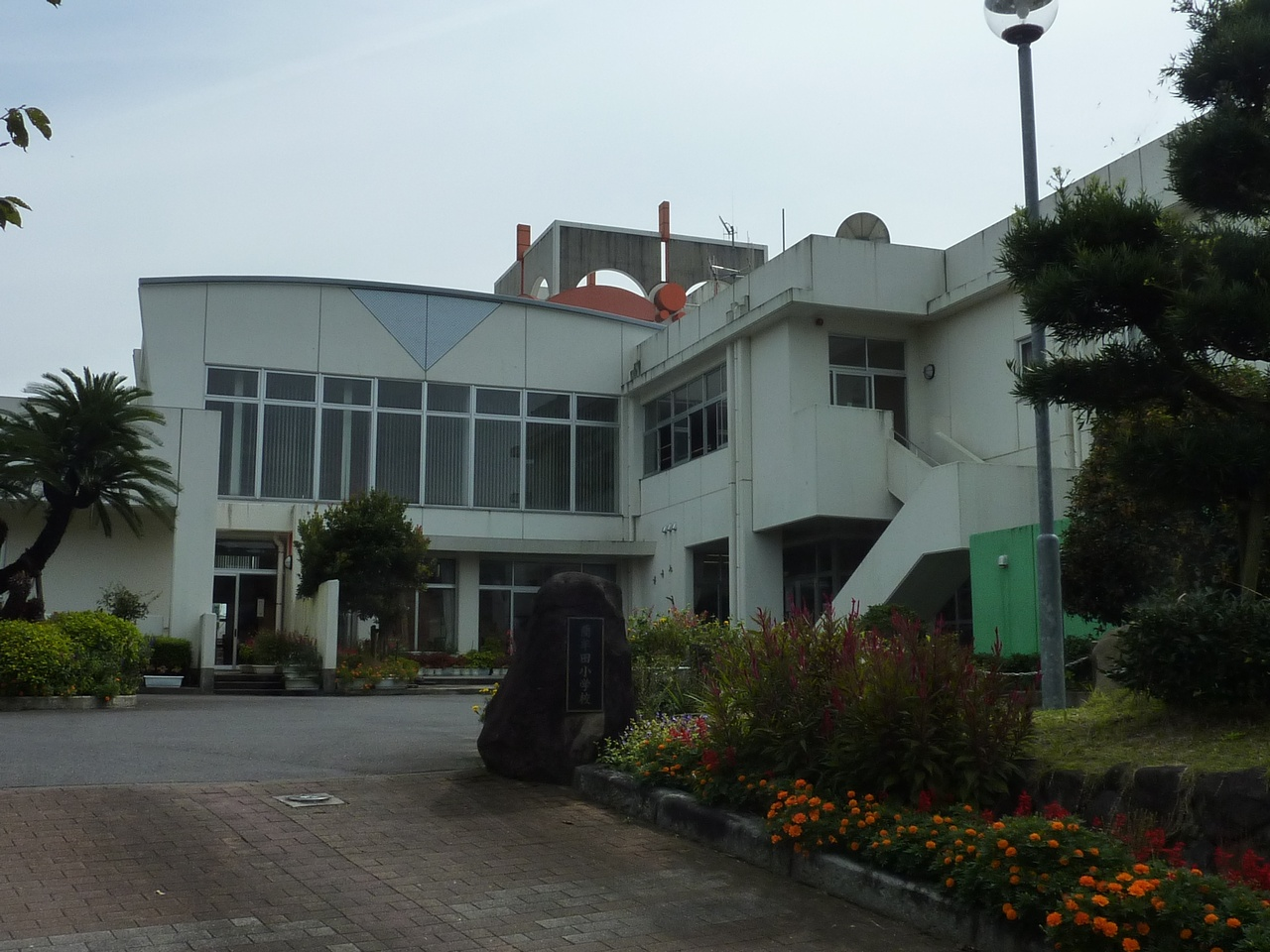
藺牟田小学校

### 教育
- 薩摩川内市立藺牟田小学校
- 藺牟田保育所

### 郵便局

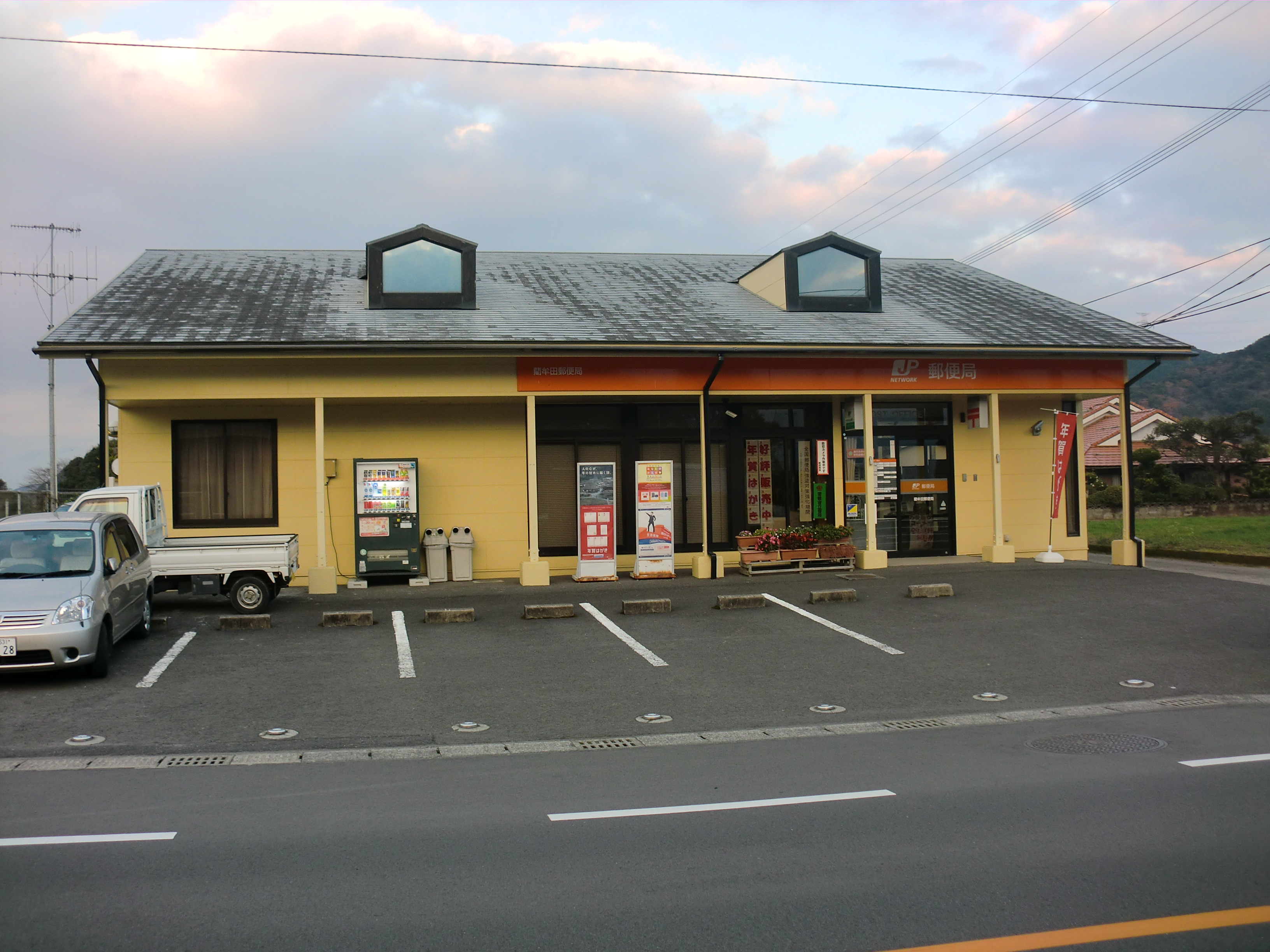
藺牟田郵便局
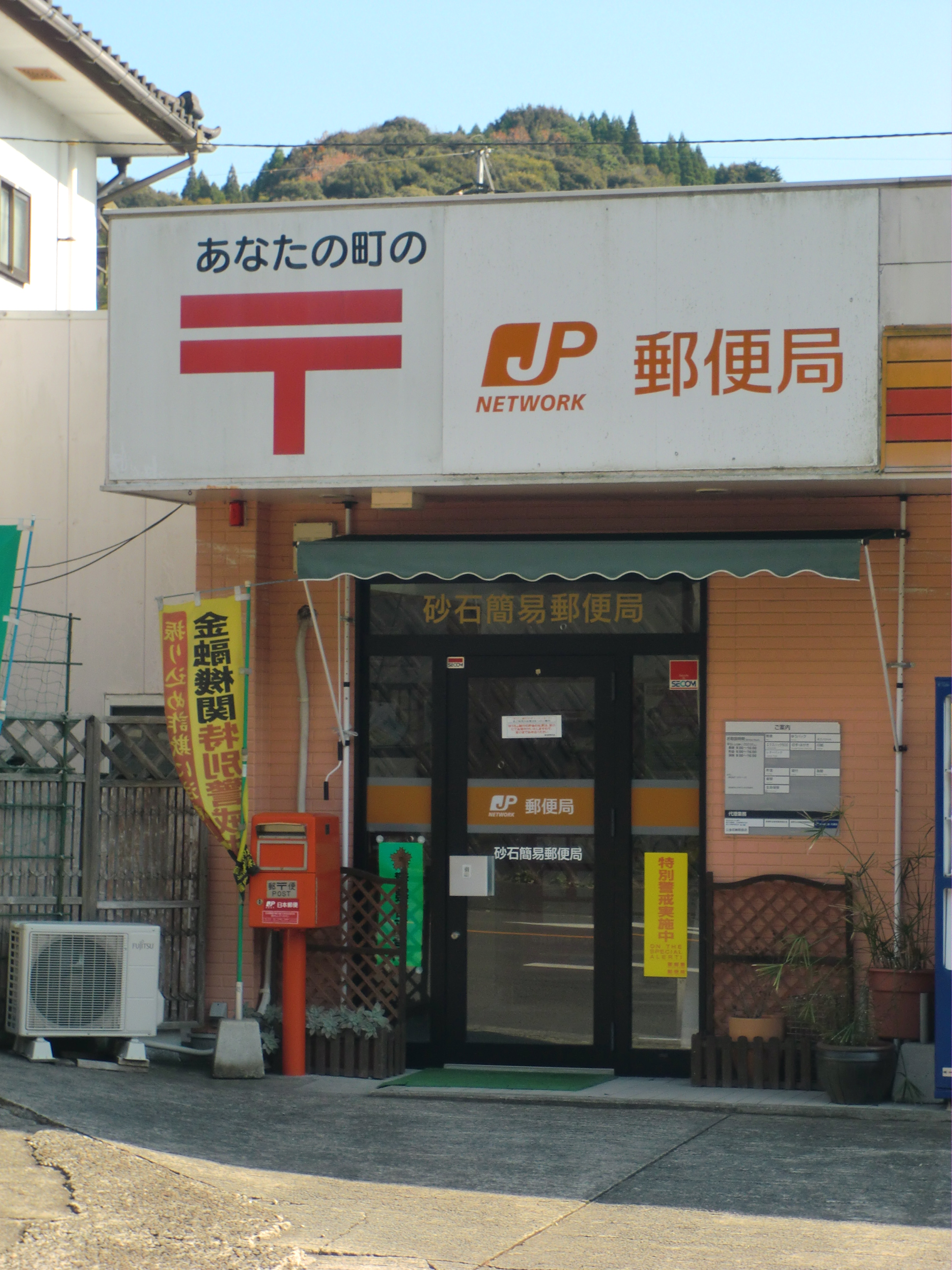
砂石簡易郵便局

## 小・中学校の学区
市立小・中学校に通う場合、学区（校区）は以下の通りとなる。
| 大字           | 番地 | 小学校                   | 中学校                   |
| -------------- | ---- | ------------------------ | ------------------------ |
| 祁答院町藺牟田 | 全域 | 薩摩川内市立藺牟田小学校 | 薩摩川内市立祁答院中学校 |

## 交通

### 道路
主要地方道
- 鹿児島県道42号川内加治木線
- 鹿児島県道51号宮之城加治木線

一般県道
- 鹿児島県道396号薩摩祁答院線
- 鹿児島県道405号久冨木藺牟田線

## 出身人物
- 樺山可也（海軍軍人、政治家）
海軍少将。鹿児島市長。